# Supresión reproductiva

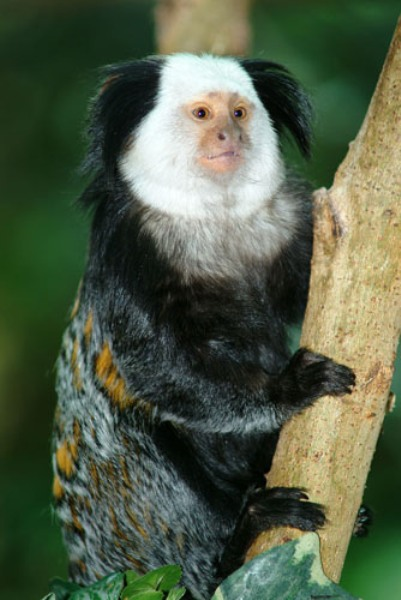
Tití de cabeza blanca

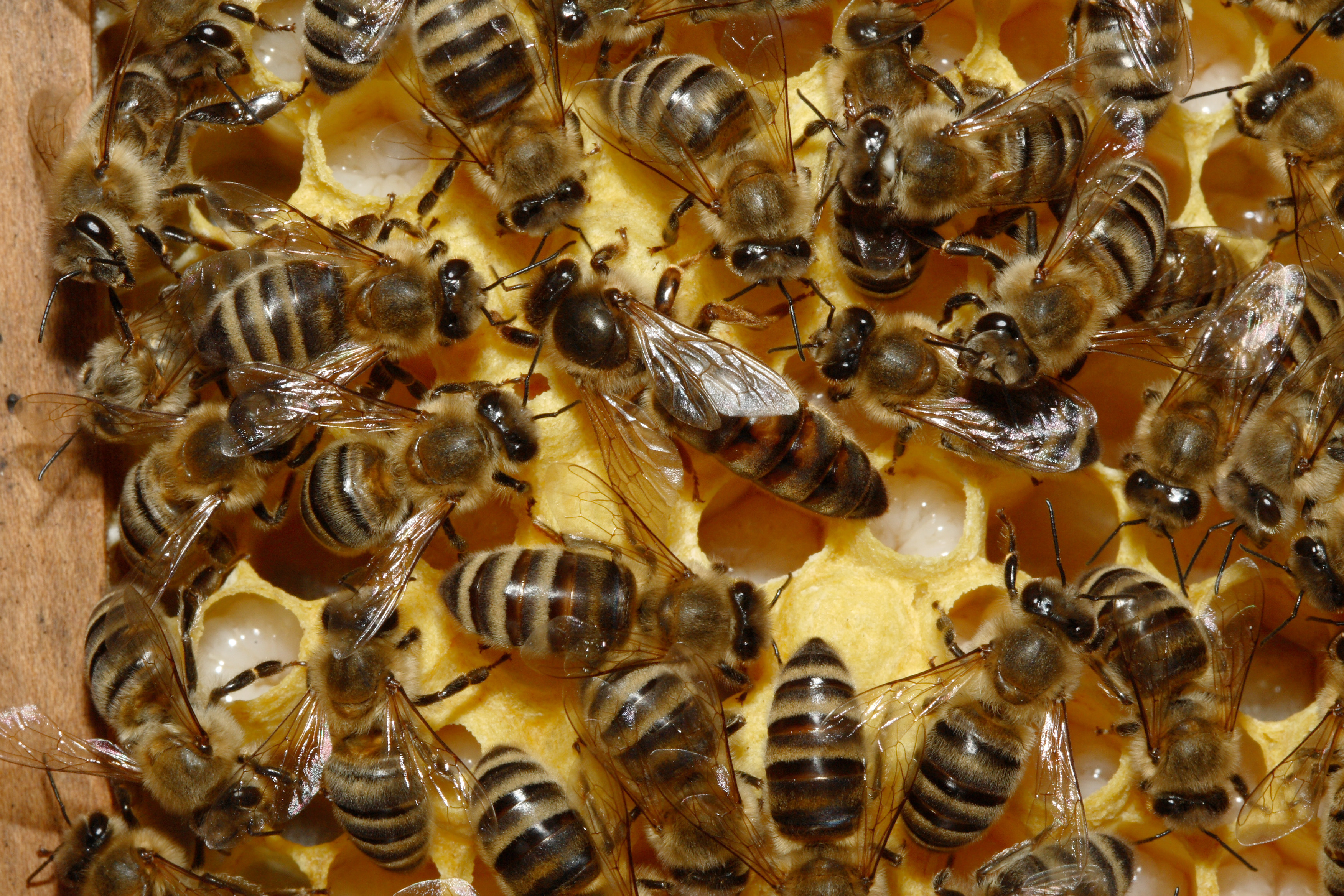
Abeja reina reproductora y abejas obreras en su colmena

La supresión reproductiva implica la prevención o inhibición de la reproducción en individuos adultos que estarían sanos. Incluye maduración sexual retrasada (pubertad) o inhibición de la receptividad sexual, aumento del intervalo entre partos facultativamente a través de la ovulación retardada o inhibida o el aborto espontáneo o inducido, el abandono de descendientes inmaduros y dependientes normales, protección de la pareja, la destrucción selectiva y vigilancia de los huevos en algunos insectos eusociales o criar aves en forma cooperativa, el infanticidio de la descendencia de hembras subordinadas, ya sea matando directamente por hembras dominantes o machos en mamíferos o indirectamente a través de la retención de asistencia para el cuidado de infantes en titís y algunos carnívoros.

## Modelo de supresión reproductiva

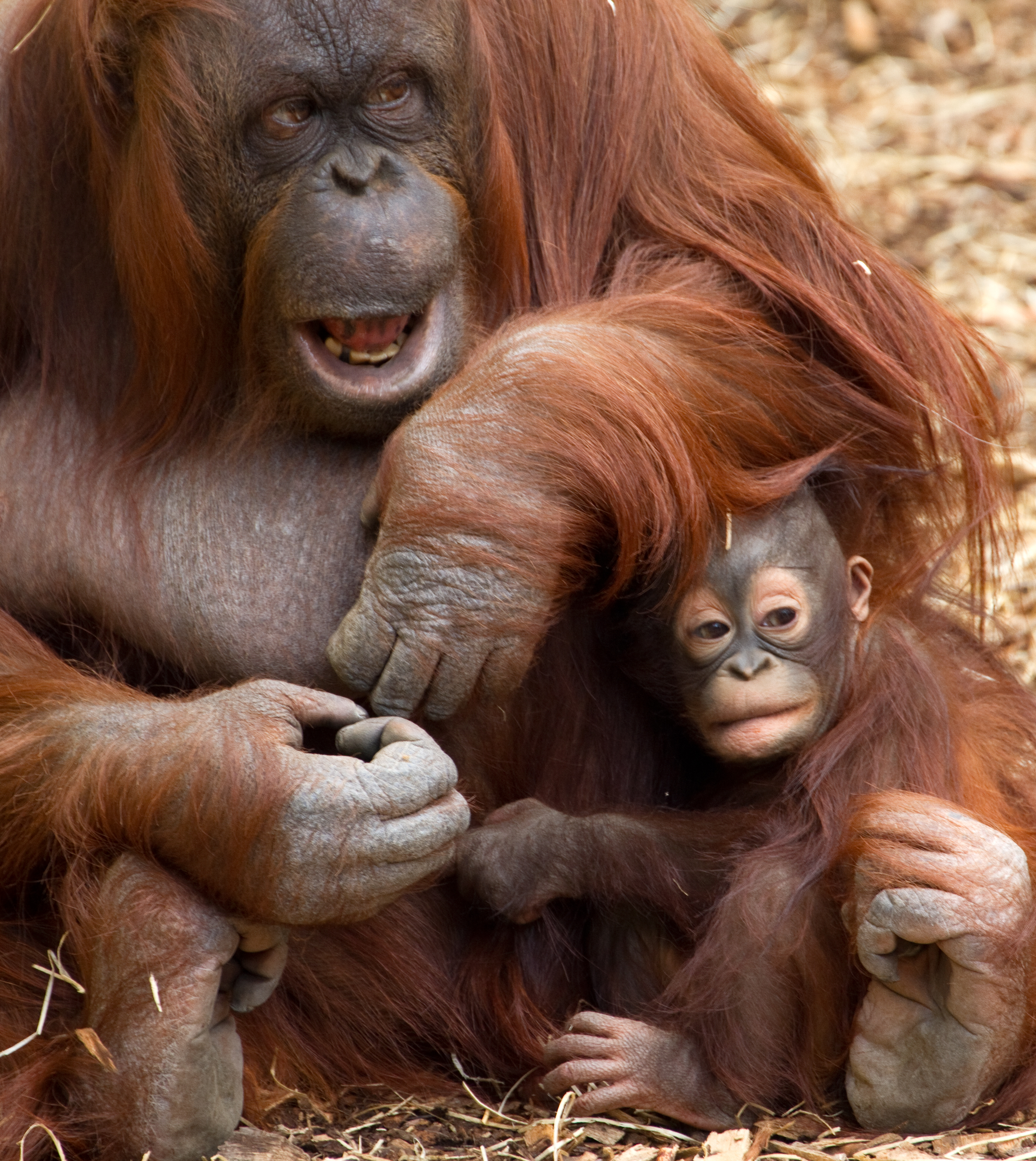
Orangután con su cría

El modelo de supresión reproductiva sostiene que "las hembras pueden optimizar el éxito reproductivo de su vida al suprimir la reproducción cuando es probable que las condiciones futuras [físicas o sociales] para la supervivencia de la descendencia mejoren considerablemente en comparación con las actuales". Cuando la competencia intragrupo (la competencia entre individuos que pertenecen al mismo grupo) es alta, puede ser beneficioso suprimir la reproducción de otros, y para que las hembras subordinadas repriman su propia reproducción hasta un momento posterior cuando se reduce la competencia social. 
Esto lleva a un sesgo reproductivo dentro de un grupo social, con algunos individuos que tienen más descendientes que otros. El costo de la supresión reproductiva para el individuo es más bajo en las primeras etapas de un evento reproductivo y la supresión reproductiva suele ser más fácil de inducir en las etapas preovulatorias o más tempranas del embarazo en los mamíferos, y es mayor después de un nacimiento. Por lo tanto, las señales neuroendocrinas para evaluar el éxito reproductivo deben evolucionar para ser confiables en las primeras etapas del ciclo ovulatorio. 
La supresión reproductiva ocurre en su forma más extrema en insectos eusociales como termitas, avispones y abejas, y en la rata topo desnuda en mamíferos, ya que dependen de una compleja división del trabajo de parto dentro del grupo para la supervivencia y en la que se conocen genes específicos, epigenética y otros factores para determinar si los individuos no podrán reproducirse permanentemente o podrán alcanzar la madurez reproductiva en condiciones sociales particulares, y criar de forma cooperativa peces, aves y mamíferos en los que una pareja reproductiva depende de ayudantes cuya reproducción se suprime para la supervivencia de su propia descendencia. En los animales de reproducción eusocial y cooperativa, la mayoría de los ayudantes no reproductores se involucran en la selección de parientes, mejorando su propia aptitud inclusiva asegurando la supervivencia de la descendencia con la que están estrechamente relacionados. Las manadas de lobos suprimen la reproducción subordinada.

## Mecanismos de supresión reproductiva pre-fertilización

### Señales ambientales

#### Escasez de alimentos (disponibilidad de recursos)

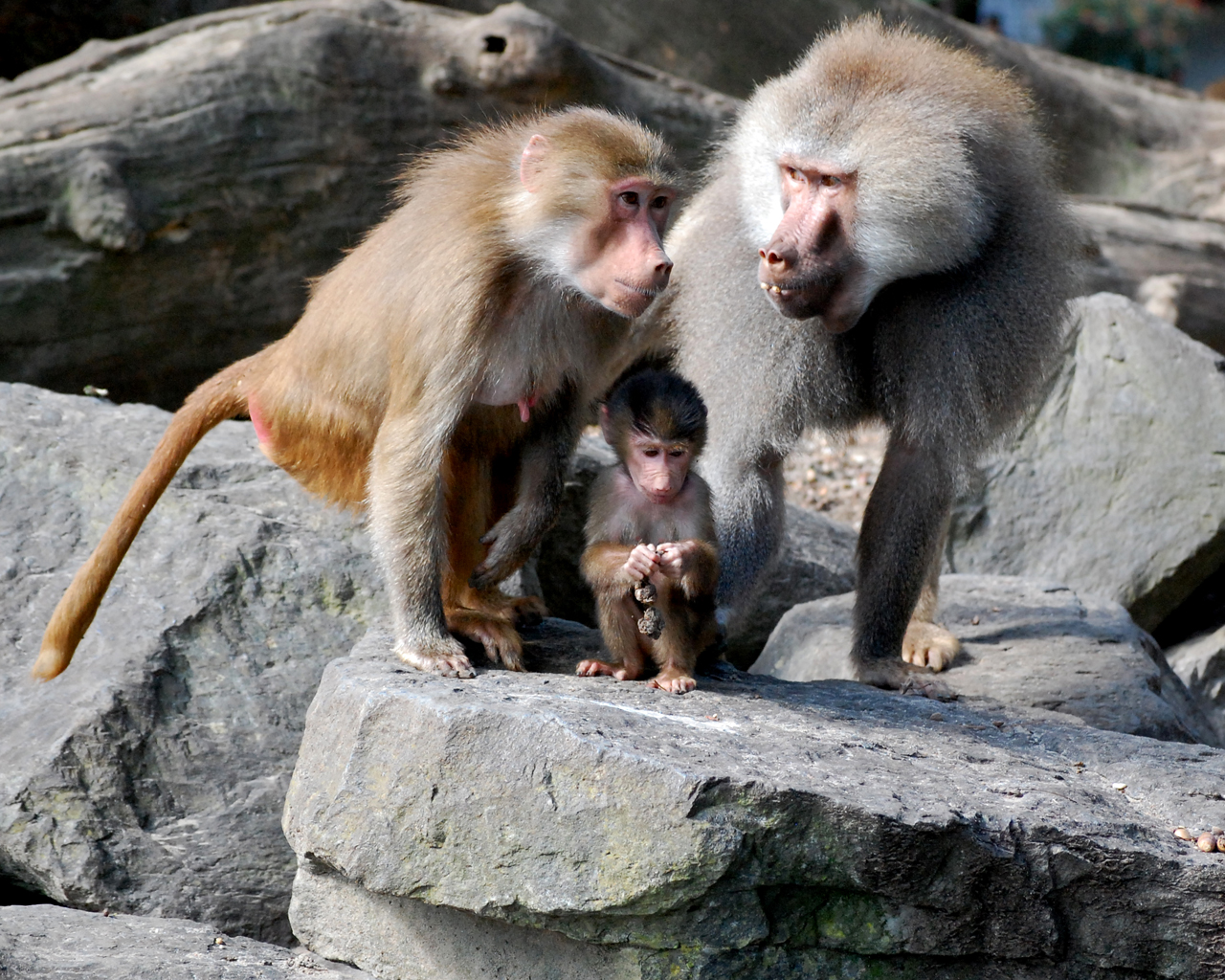
Familia de babuinos

Los mamíferos hembras experimentan retrasos en el inicio de la pubertad o aumentan sus intervalos entre partos en respuesta a las condiciones ambientales asociadas con la baja abundancia y la mala calidad de los alimentos. El estrés nutricional está aparentemente vinculado al sistema endocrino femenino y al ciclo feromonal ovulatorio. Por ejemplo, los orangutanes (Pongo pygmaeus) experimentan altos niveles de cetona (debido a la quema de grasa) y bajos niveles de estrógeno en momentos de baja disponibilidad de alimentos y mala calidad de los alimentos, pero niveles bajos de cetonas y altos niveles de estrógenos que estimulan el inicio de la ovulación durante las estaciones de fructificación. Eso ocurre aproximadamente cada cuatro años en Sumatra.  Dado que los orangutanes hembras adultos son solitarios, se puede descartar la interferencia de otras hembras por influir en su supresión reproductiva temporal e intervalos facultativos de parto entre nacimientos. Los babuinos poligínandros amarillos (Papio cynocephalus) en Kenia tenían muchas menos probabilidades de ovular o concebir durante períodos de sequía o calor extremo, especialmente si viven en grupos grandes, lo que da lugar a intervalos más largos entre partos durante períodos de estrés nutricional y térmico.

#### Alta densidad poblacional

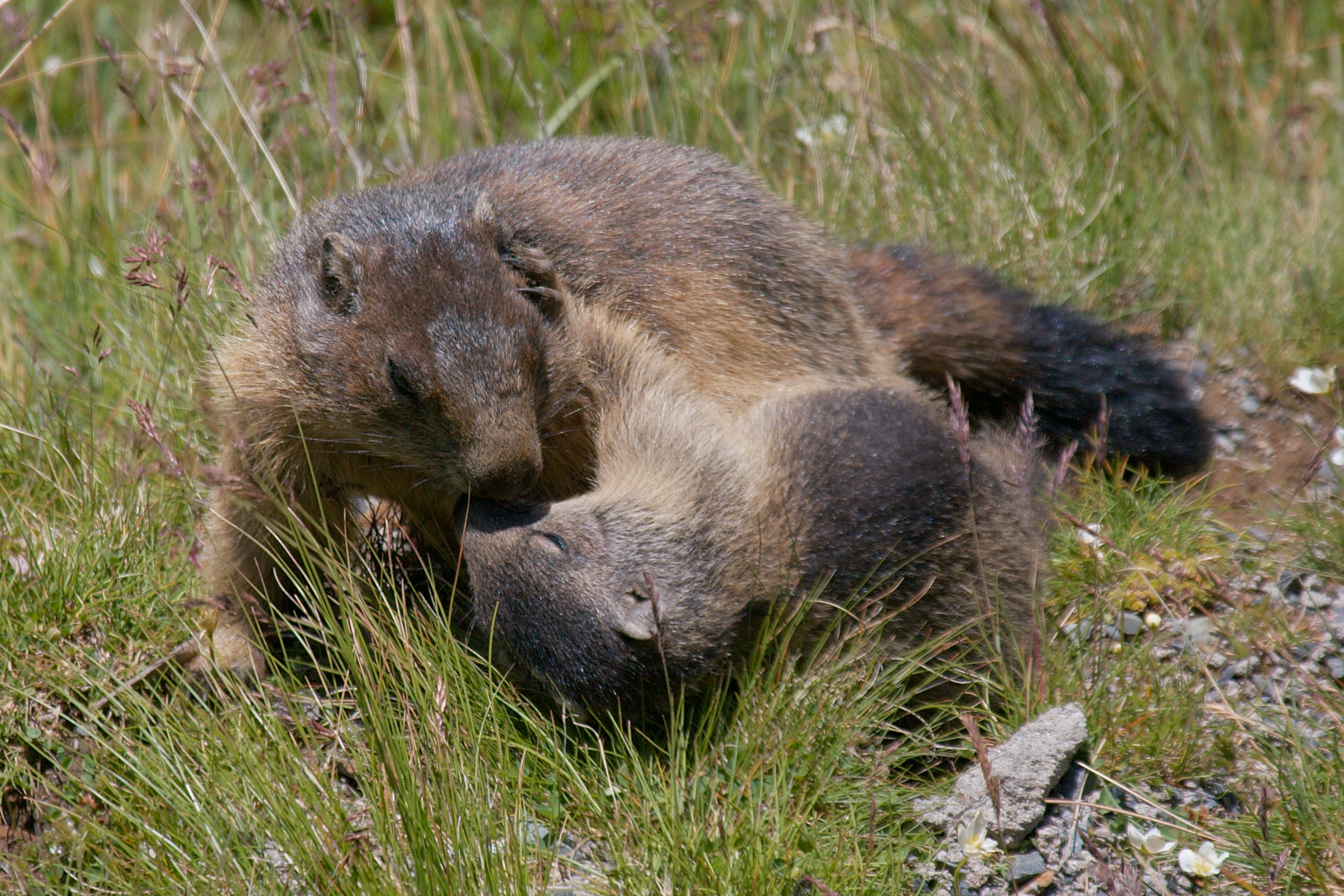
Marmotas

La alta densidad de población es uno de los factores ambientales que pueden conducir a la supresión reproductiva. Cuando la densidad de población es alta, los individuos subordinados pueden experimentar la supresión reproductiva de que no tendrían experiencia de otra manera. Por ejemplo, cuando un gran número de hembras de babuino amarillo (Papio cynocephalus) se encuentran simultáneamente en el estro en el Parque Nacional de Mikumi, las hembras dominantes de Tanzania forman coaliciones que atacan a las hembras subordinadas, lo que lleva a una interrupción en su ciclo reproductivo y fallas en concebir. Esto impone restricciones en el número de descendientes nacidos en una sola generación. Dado que la mortalidad infantil en los babuinos amarillos de Amboseli depende en parte de la cantidad y las edades de otros bebés nacidos en el grupo, las hembras preovulatorias que son más susceptibles al retraso inducido por el estrés o la inhibición de la ovulación son los objetivos más frecuentes de los ataques de coalición femenina. Las hembras atacantes a menudo se encuentran en etapas avanzadas del embarazo y tienen más que perder si el número de bebés en el grupo alcanza un nivel insostenible. Un estudio similar sobre los babuinos de Chacma (Papio ursinus) observó niveles altos de agresión entre hembras durante la temporada de apareamiento cuando el número de hembras ovulando era alto (indicado por hinchazones sexuales) y esa agresión dirigida hacia la supresión de las oportunidades de apareamiento de las hembras ovulantes. Entre los elefantes marinos (Mirounga), la mortalidad neonatal alta ocurre cuando el número de cachorros nacidos en una temporada es alto, con muertes por lesiones e inanición. Para contrarrestar la pérdida de sus crías, los elefantes marinos conciben la descendencia del próximo año inmediatamente después de dar a luz a la cría de este año, pero retrasan la implantación durante 4 meses. Los ratones hembra rayados (Rhabdomys pumilio) en grupos sociales monógamos no experimentan supresión reproductiva, pero los que viven en grupos de reproducción comunitaria con alta densidad de población y un gran número de hembras reproductoras viejas sí lo hacen.

### Señales sociales

#### Estrés inducido por la agresión de individuos dominantes a subordinados

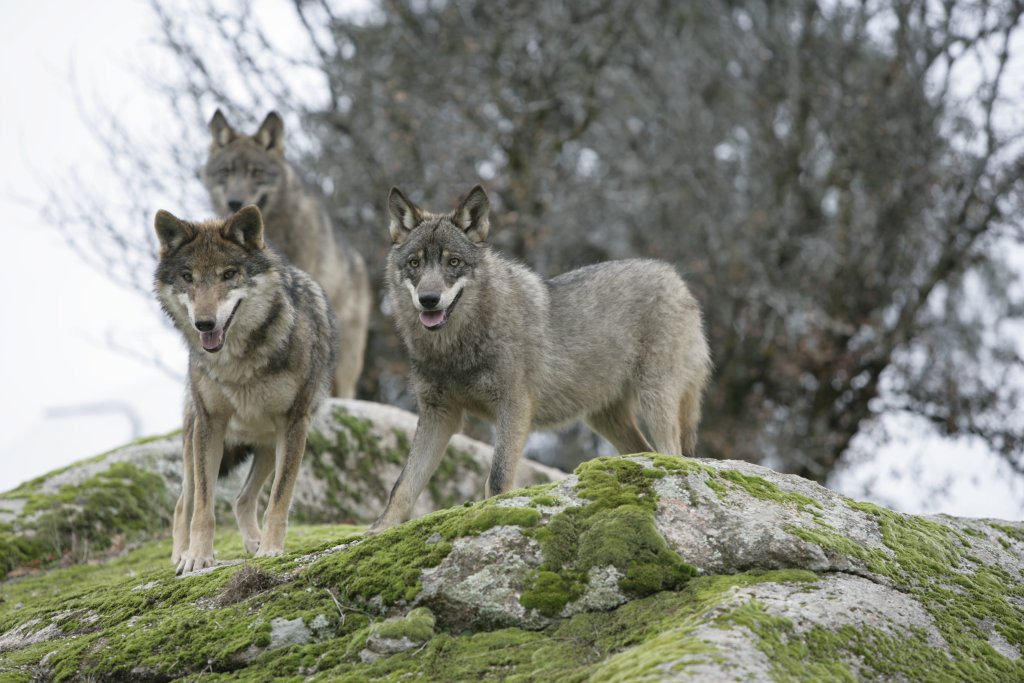
Lobos grises (Canis lupus signatus)

Se cree que el estrés fisiológico crónico que resulta de la agresión por parte de individuos dominantes hacia subordinados es una causa importante de la maduración tardía y la ovulación suprimida en individuos subordinados de una amplia gama de especies. En respuesta al estrés, se activa el eje HPA (eje hipotalámico-hipofisario-adrenocortical), que produce altas concentraciones de glucocorticoides suprarrenales (GC) circulantes que, cuando están presentes de forma crónica, influyen negativamente en la salud de un animal y pueden llevar a la supresión reproductiva en marmotas masculinas, y bloqueos de ciclos ovulatorios de monos talapoin hembra (Miopithecus talapoin), suricatas (Suricata suricatta) y marmotas.
En las suricatas de cría cooperativa (Suricata suricatta), la hembra de cría dominante es la hembra más vieja y pesada que es muy agresiva hacia las hembras subordinadas durante la temporada de cría y desaloja temporalmente a las hembras subordinadas del grupo. Los subordinados desalojados sufren ataques repetidos durante las últimas etapas del embarazo de las hembras reproductoras y mostraron niveles de GC dos veces más altos de lo normal. Aproximadamente 3 días después de su nacimiento, las hembras subordinadas regresan al grupo para ayudar a criar las crías de las hembras reproductoras, momento en el que la hembra dominante ya no es agresiva con ellas. Al inducir la respuesta al estrés en las subordinadas, las hembras reproductoras interrumpen el ciclo ovulatorio y evitan el apareamiento de las hembras subordinadas, o causan que los embarazos de las subordinadas fracasen si ocurren. Si su grupo social es pequeño, la hembra reproductora desaloja a todas las hembras subordinadas, pero si es grande, se dirige a hembras más viejas, hembras preñadas y no familiares.
Sin embargo, la supresión reproductiva a través del estrés no se aplica a muchas especies, incluidos los orangutanes, para los cuales los machos subordinados tienen niveles de GC más bajos que los dominantes, mientras que las hembras subordinadas no reproductoras no tuvieron niveles de GC más altos que las hembras reproductivas dominantes, carnívoros sociales y otros animales. Los machos y hembras reproductores dominantes a menudo tienen niveles más altos de GC entre la mangosta enana (Helogale parvula), los perros salvajes africanos (Lycaon pictus) y los lobos grises (Canis lupus) en los cuales individuos mayores y más pesados forman los individuos reproductores del grupo con individuos más jóvenes que suprimen su reproducción y en su lugar ayudan a criar a los cachorros de los individuos de mayor edad que se reproducen.

#### Supresión feromonal por hembras reproductoras

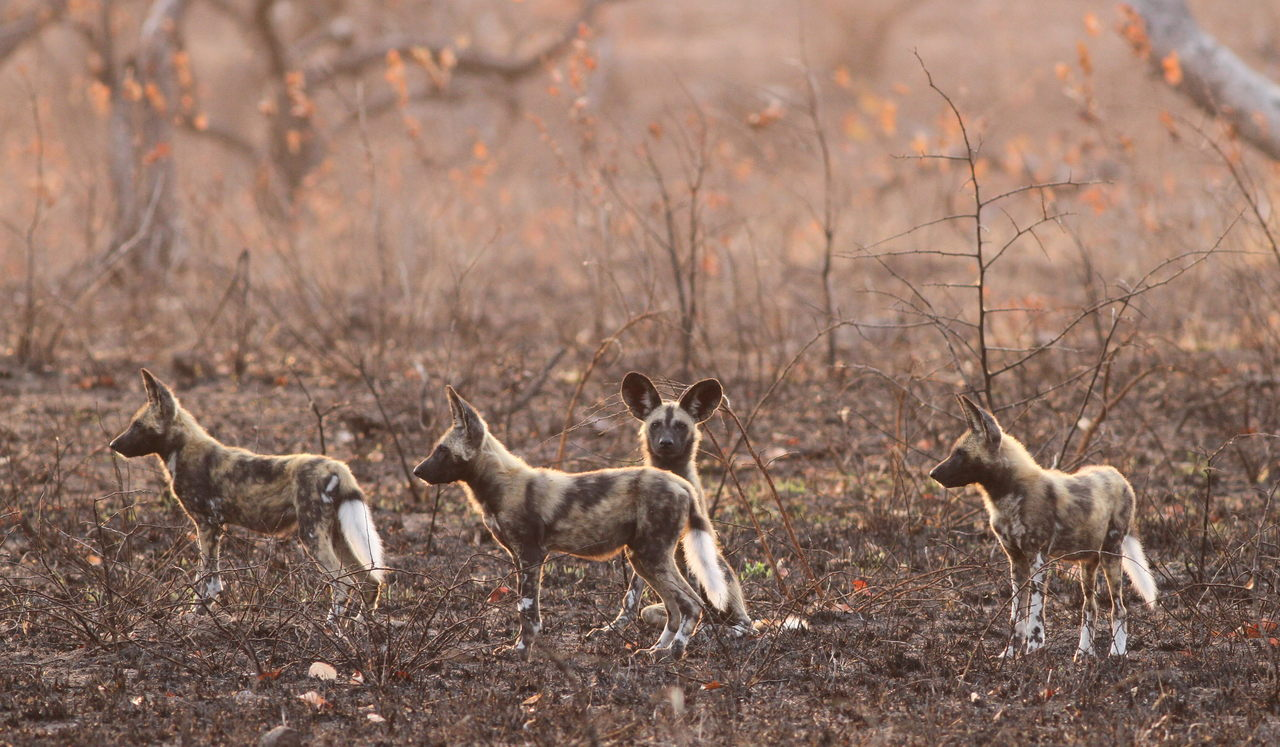
Lycaon pictus en la Mkhuze Game Reserve, kwaZulu-Natal, Sudáfrica

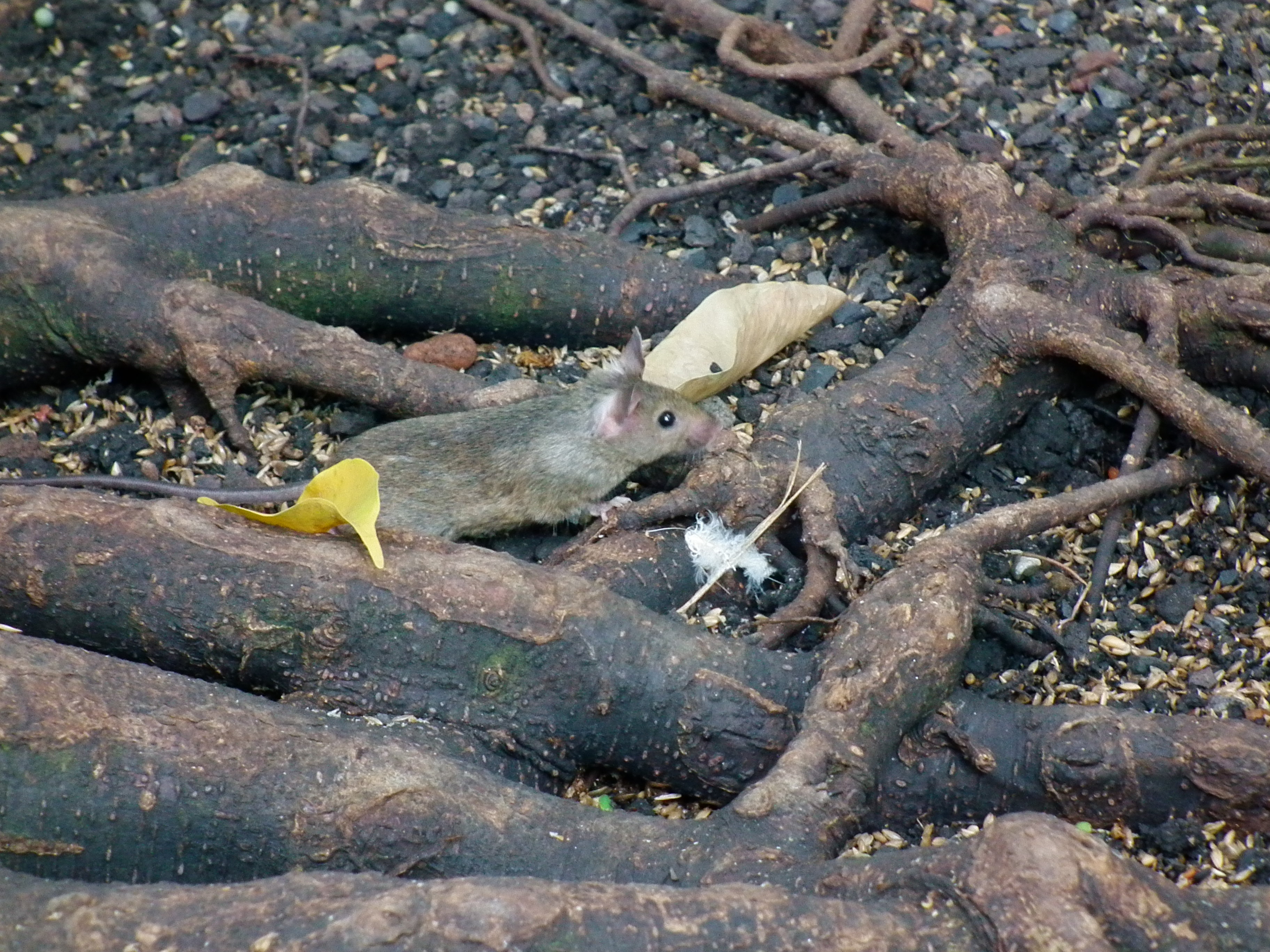
Ratón doméstico. Mus musculus

La supresión feromonal de la reproducción masculina y femenina subordinada está implicada como el mecanismo por el cual las parejas reproductoras dominantes suprimen la reproducción de los no reproductores en las especies reproductoras de forma comunitaria y cooperativa, especialmente en ausencia de estrés como explicación. Los lobos (Canis lupus), los coyotes (Canis latrans) y los perros de caza (Lycaon pictus) viven en manadas con una pareja reproductora dominante que hace la mayor parte del marcado territorial de la orina en el grupo. Durante la temporada de reproducción, el macho dominante orina sobre la orina de la hembra dominante, posiblemente para ocultar el estado reproductivo de la hembra a otros machos. Las feromonas en la orina están implicadas como un posible mecanismo para cerrar el ciclo reproductivo del subordinado. Solo la pareja dominante se aparea y tiene crías, produciendo una camada por año. Las hembras subordinadas no exhiben cambios hormonales estrosales o no ocurren irregularmente. Ocasionalmente, un animal subordinado abandona la manada y forma una nueva pareja de apareamiento cuando luego exhibe el comportamiento territorial de marcado y apareamiento de la orina que se suprimió cuando se vive en presencia de la pareja reproductora dominante.
Las mangostas amarillas, con bandas y enanas viven en familias similares a las manadas de lobos con marcas de olor hechas casi exclusivamente por la pareja dominante. Las mangostas enanas muestran signos síncronos, pero solo la hembra dominante da a luz regularmente. Las hembras subordinadas no conciben o abortan temprano, pero sí lactan después de que la hembra dominante da a luz y participan en la enfermería comunitaria. Cuando las hembras subordinadas abandonan el paquete parental, se volverán completamente reproductivamente activas en nuevos grupos que ayuden a establecer. En cautiverio, más de una mangosta enana de un grupo puede dar a luz, pero los jóvenes subordinados no sobreviven. Sin embargo, si el tamaño de su jaula aumenta y la densidad es menor, la actividad reproductiva de los subordinados se reanuda. Al igual que en los lobos, el control feromonal sobre el ciclo reproductivo de la mangosta está implicado como el mecanismo para la supresión reproductiva. El ratón doméstico (Mus musculus) es territorial con un solo macho dominante que marca su límite territorial con la orina, mientras que los machos subordinados no marcan la orina. El índice de marcas de orina de una hembra se eleva en respuesta a las marcas de orina de un macho dominante, y su orina contiene feromonas que aceleran su ovulación. La presencia de un macho adulto dominante y su orina son cruciales para que las hembras jóvenes inicien la pubertad. Las hembras aisladas de los machos a menudo no experimentan la pubertad o tienen ciclos ovulatorios inestables. El contacto con la orina de una mujer dominante señala a una mujer joven prepubescente el retrasar el inicio de la pubertad. Cuando se alojan solo con un macho adulto, las hembras alcanzan la pubertad dentro de los 25 días, pero la pubertad no se producirá hasta los 40 a 50 días si están alojadas con hembras adultas. Ser agrupado con otras hembras suprime el suero de la hembra joven LH y la prolactina. La exposición al macho eleva sus niveles de LH seguido de un aumento de estradiol sérico. Las hembras tienen un ciclo ovulatorio corto cuando se alojan con machos y un ciclo largo cuando se alojan solo con otras hembras.
Las feromonas de la reina se encuentran entre los mensajes químicos más importantes que regulan las sociedades de insectos, pero aún no se han aislado. En las colonias naturales de la avispa sajona, (Dolichovespula saxonica), las reinas emiten señales químicas confiables de su verdadera fertilidad, pero a medida que las señales de la reina disminuyen la incidencia de la reproducción de las obreras aumenta. En las colonias de Bombus terrestris, la reina puede controlar la ovogénesis y la puesta de huevos de las obreras al regular las concentraciones de hormona juvenil (JH) en las obreras. Es probable que esto se logre a través de las feromonas de la reina.

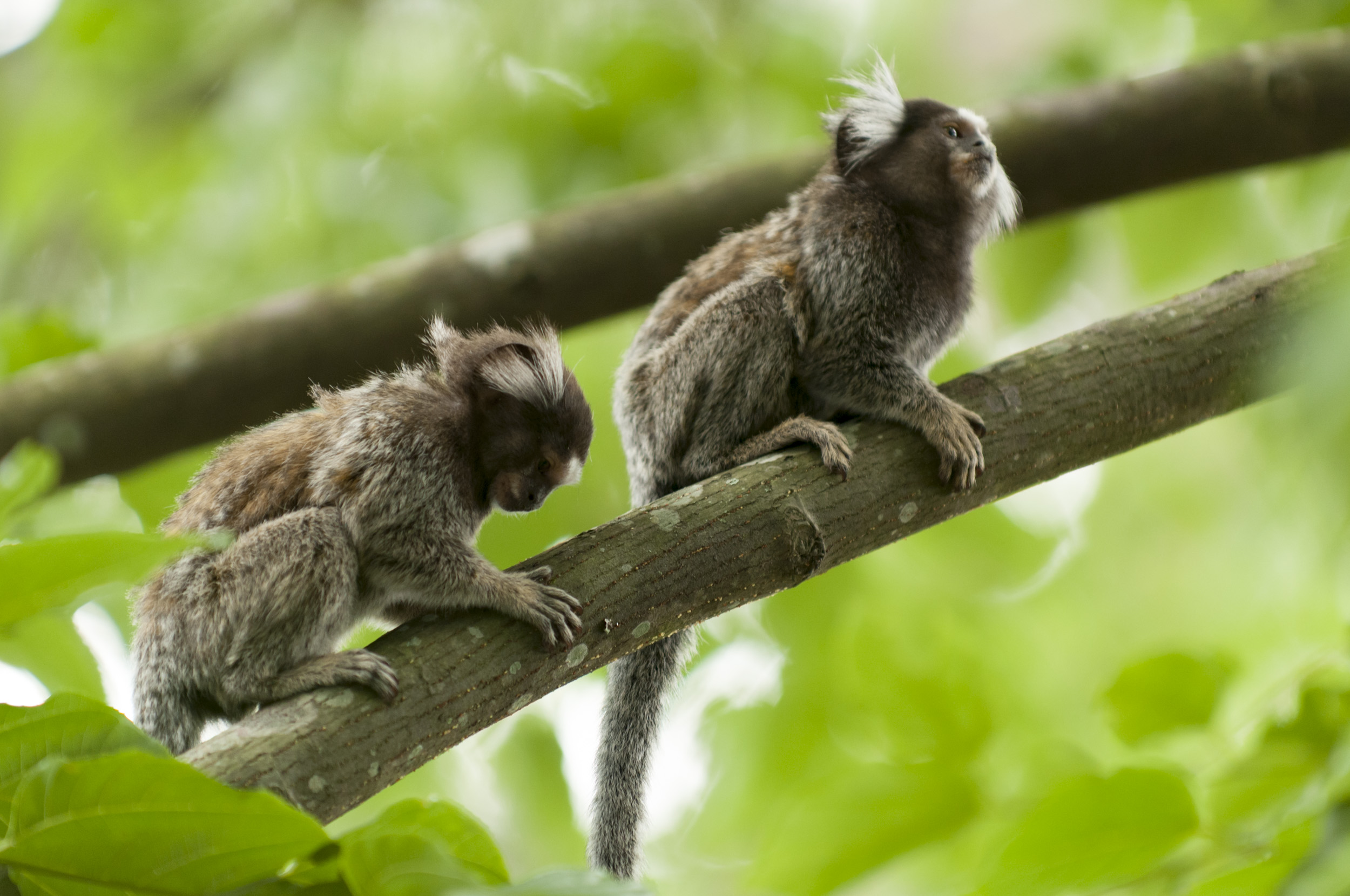
Titíes comunes

#### Hipótesis de la autoinhibición social
La teoría de juegos se emplea para sugerir que los subordinados supriman su propia reproducción para evitar el costo social que se les impone si se reproducen, incluida la expulsión del grupo y el infanticidio contra su progenie por parte de individuos reproductores dominantes. La dispersión forzada del grupo puede ser extremadamente peligrosa, e implica altos niveles de depredación y dificultad para encontrar comida y lugares para dormir. En ausencia de estrés o de feromonas como mecanismo, se propuso un modelo de "autoinhibición" que sugiere que los subordinados pueden optar por inhibir su propia reproducción en grupos de crianza cooperativa para permanecer flexibles y compartir la productividad del grupo. Cuando los miembros del grupo están estrechamente relacionados, las oportunidades de reproducción independiente son escasas y la detección de apareamiento y embarazo es alta, los subordinados eligen suprimir su propia reproducción.
El modelo de autoinhibición se ha aplicado a los titíes comunes femeninos (Callithrix jacchus). Cuando se introducen en un nuevo grupo, los titíes hembra están inmediatamente subordinados, experimentan una disminución en la gonadotropina coriónica (GC) y dentro de los primeros cuatro días y dejan de ovular. Los ovarios femeninos subordinados son más pequeños que los dominantes y secretan poco estrógeno. Los titíes hembra mayores son menos sometidos al efecto de la autoestima ovulatoria y el olor de una hembra dominante desconocida no afecta su ovulación. Sin embargo, la exposición continua a la hembra dominante puede representar un indicio social, más que biológico, que hace que las subordinadas cierren su ovulación.

### Protección de la pareja

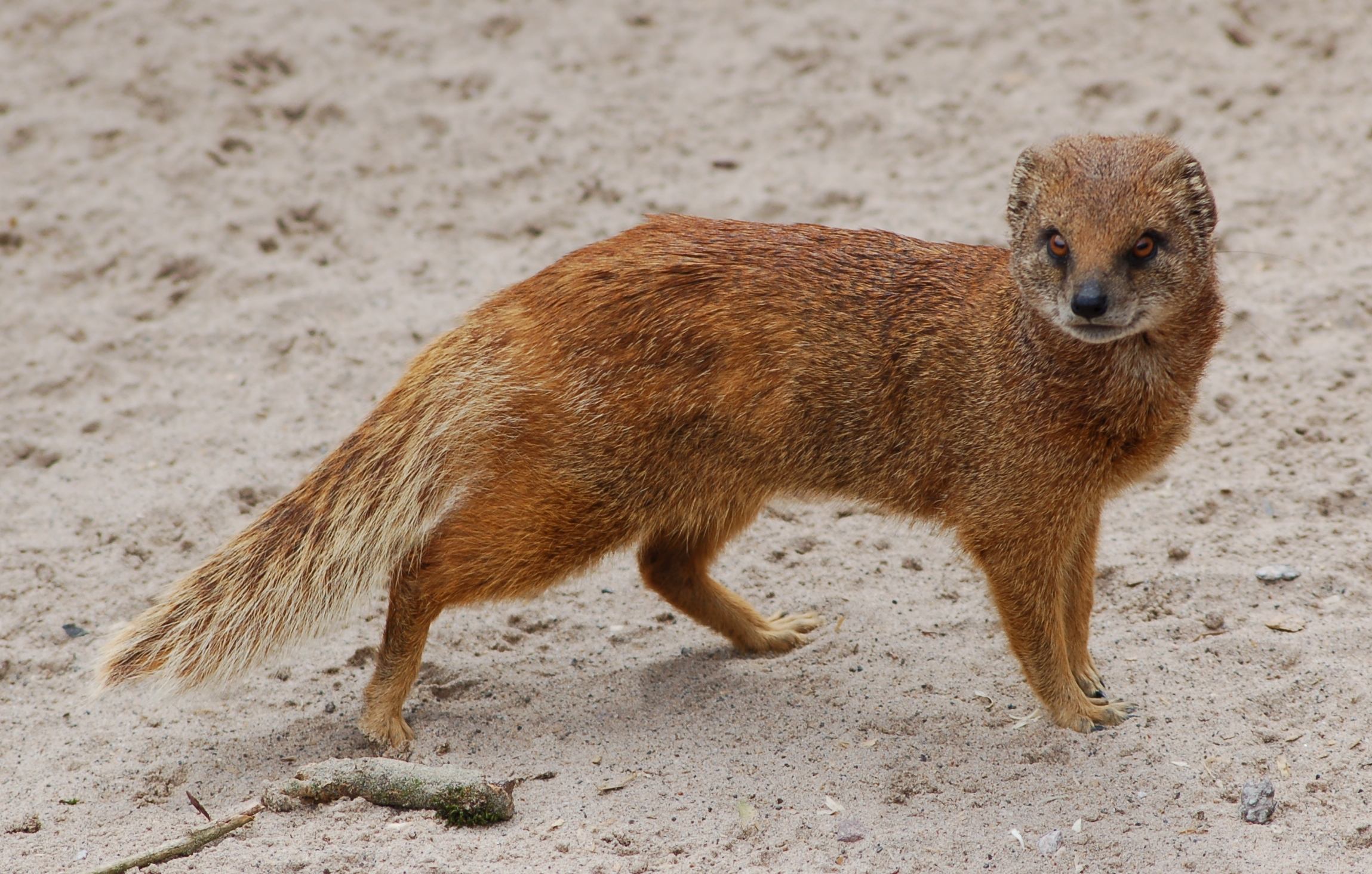
Mangosta amarilla

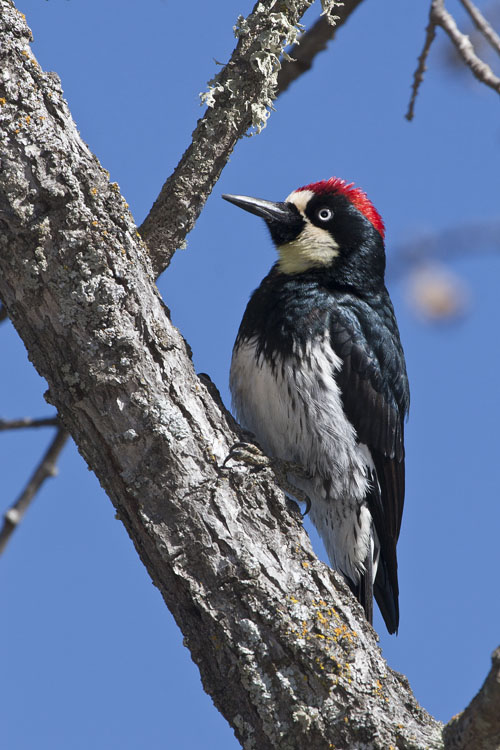
Macho de pájaro carpintero. Melanerpes formicivorus - San Luis Obispo, California

La limitación del acceso a parejas reproductivas a través de la protección de la pareja es una forma de supresión reproductiva. En la mangosta amarilla (Mungus mungo) los machos más viejos tienen la mayor descendencia. Sin embargo, el apareamiento en esta especie es altamente promiscuo. Los machos mayores aumentan su éxito reproductivo al cuidar a las hembras más viejas y fértiles, ya que no pueden proteger a todas las hembras del grupo. Por lo tanto, los machos mayores que se reproducen con éxito son altamente selectivos en la protección de sus compañeras y ejercen la selección de compañeras. La protección de la pareja es también un mecanismo de supresión reproductiva de los subordinados en los mandriles (Mandrillus sphinx) en los machos mayores de 8 años, mientras que los machos alfa realizan el 94% de la protección de la pareja y son responsables de la crianza del 69% de la descendencia.

## Mecanismos post-fertilización

### Destrucción de huevos
La destrucción de los huevos de modo que solo sobrevivan los huevos de una hembra se documenta en aves que se reproducen de manera cooperativa, como los pájaros carpinteros (Melanerpes formicivorus). Aproximadamente el 25% de los grupos de pájaros carpinteros de bellota contienen dos o más hembras que anidan juntas y que cooperan para criar con las hembras jóvenes, pero destruyen los huevos de las subordinadas antes de poner sus propios huevos. Estos huevos son consumidos por otros miembros del grupo, incluida la madre. En las abejas del cabo (Apis mellifera capensis), el apareamiento múltiple de la reina y la existencia de medio hermanas crea subfamilias dentro de la colonia. A veces la reina no logra controlar la reproducción de las obreras. En respuesta, las obreras retiran los huevos puestos por otras obrerass, lo que lleva a que menos del 1% de los descendientes sean puestas de obreras. La vigilancia policial de los huevos de las obreras se produce en las avispas y avispas europeas (Vespa crabo).

### Aborto espontáneo
El estrés social y la limitación de recursos pueden llevar a altas tasas de aborto espontáneo como un mecanismo de supresión reproductiva. Las hembras subordinadas suricatas que han concebido antes de ser desalojadas del grupo por las hembras reproductoras durante la temporada de reproducción no logran tener sus embarazos como resultado del aumento del estrés (mayores niveles de GC) y el acceso reducido a alimentos y otros recursos. Las hembras desalojadas copulan regularmente con los machos de los grupos vecinos. Las hembras subordinadas tienen tasas de concepción bajas y tasas de aborto más altas en respuesta a la baja disponibilidad de alimentos y al alto riesgo de depredación. Las mangostas enanas muestran signos síncronos, pero solo la hembra dominante suele ser fértil. Si las hembras subordinadas logran concebir abortan el embarazo.

### Infanticidio en especies reproductoras de crías subordinadas por la hembra reproductora

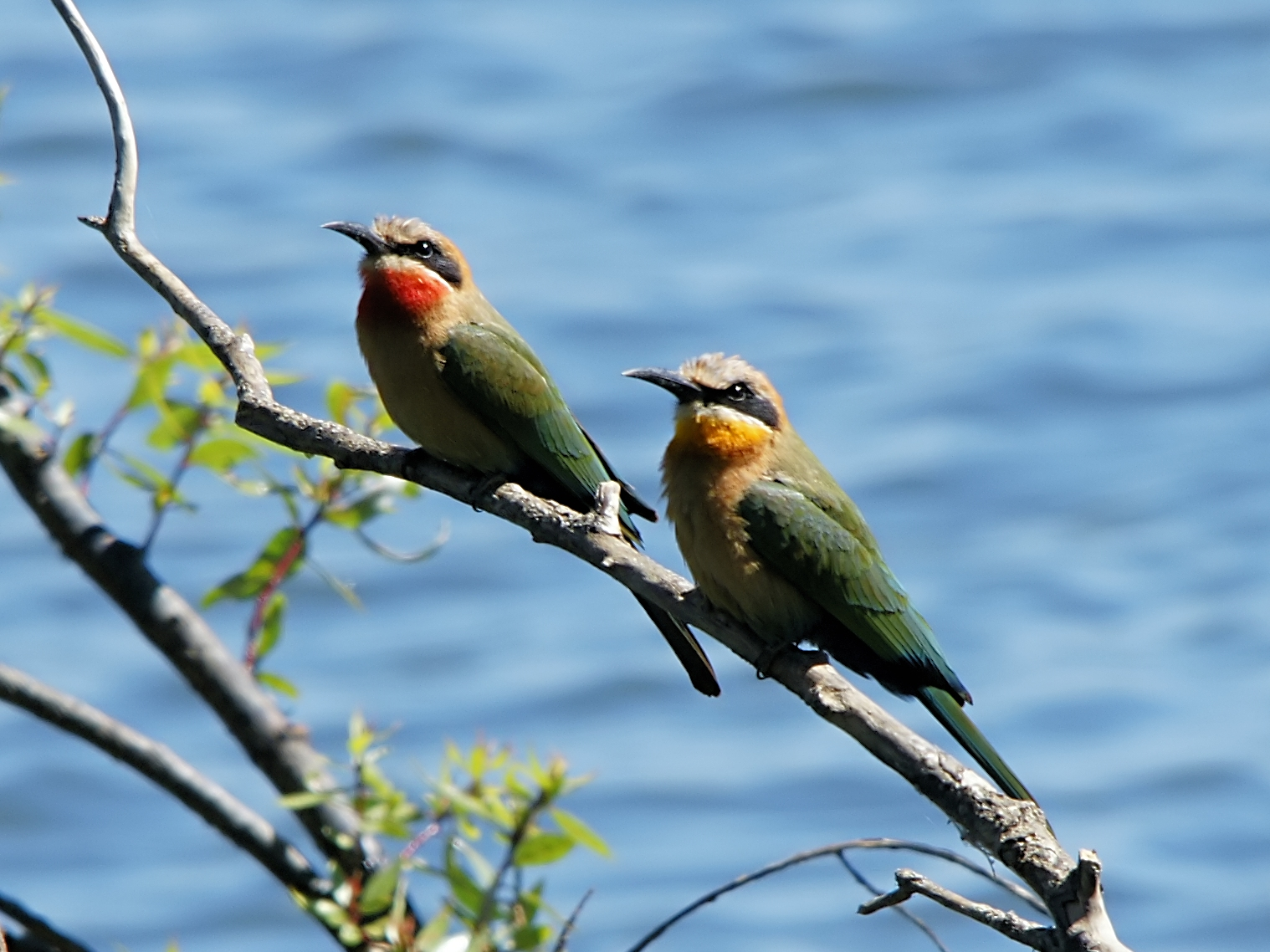
Merops bullockoides

El infanticidio es un mecanismo de éxito reproductivo que ocurre en muchas especies. Las mangostas enanas alfa y los perros salvajes africanos matan a crías que no son las suyas, pero los machos alfa no usan el infanticidio para imponer la supresión reproductiva. Esto puede ocurrir porque el alfa reproductor puede haber engendrado un descendiente raro de una subordinada. Las hembras subordinadas miden sus embarazos poco frecuentes de modo que paren varios días después de la hembra alfa para reducir el riesgo de infanticidio. 
Se sabe que las suricatas subordinadas embarazadas matan a los cachorros de la hembra de raza dominante. Nunca se ha observado que maten a un cachorro de hembra dominante después del cuarto día de vida. Las hembras subordinadas desalojadas se mantienen fuera durante 3 días después de que la hembra reproductora dio a luz. Se han observado ocho infanticidios relacionados con la matanza de una hembra subordinada por la hembra reproductora en los titíes comunes silvestres, así como dos casos de infanticidio en el que la hembra subordinada crio y luego mató a los bebés de la hembra reproductora.

### El parasitismo de cría y cuasi-parasitismo en las aves

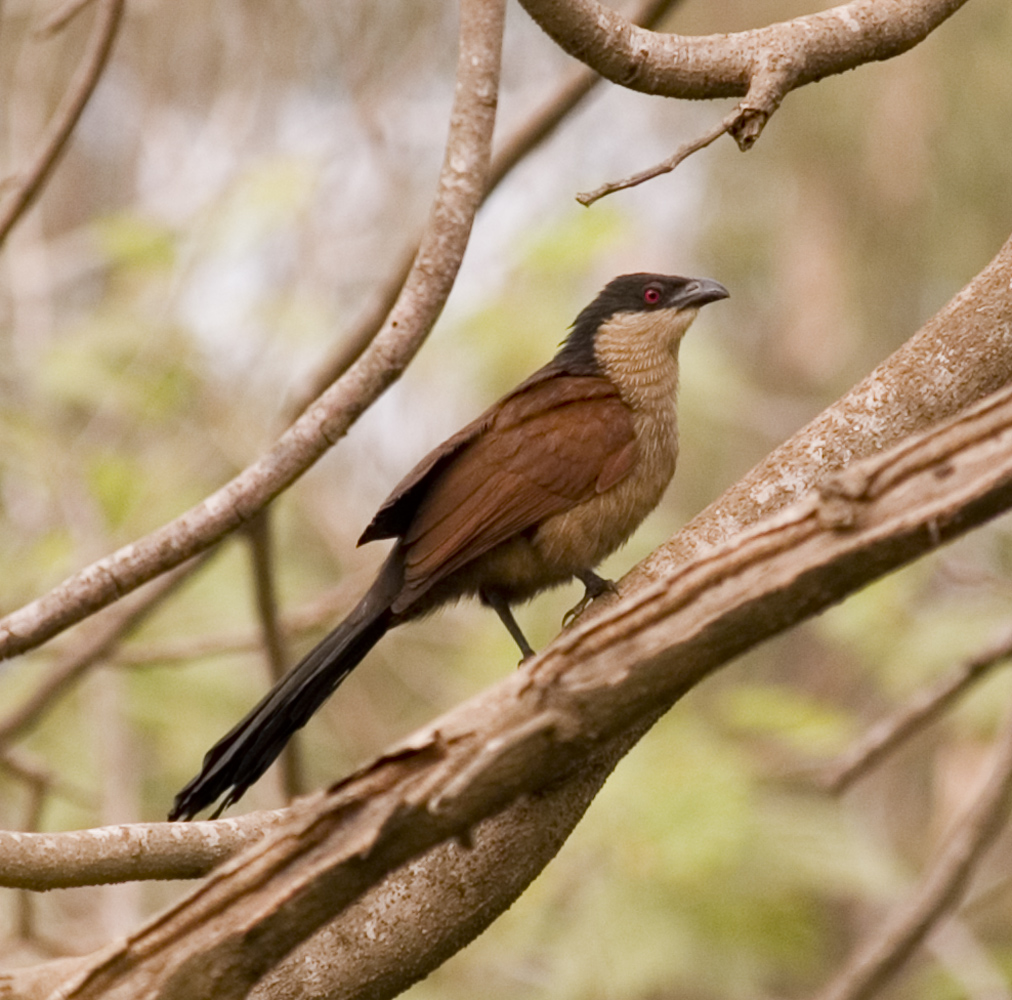
Cuco del Senegal - Centropus senegalensis

El parasitismo de cría es el proceso por el cual una hembra deposita sus huevos en el nido de una hembra conespecífica. Se sabe que los parásitos hembra (Gallinula chloropus) ponen de uno a seis huevos en los nidos de sus vecinas. En la mayoría de los casos, el macho emparejado con la hembra conespecífica ha estado involucrado en copulaciones extra-par con la madre parasitaria. Esto causa incertidumbre en la maternidad para la hembra, ya que no todas las especies pueden identificar fácilmente sus propios huevos de los de otra hembra, lo que impone costos de adecuación para criar una descendencia que no es la suya. 
En algunos casos, las hembras pondrán huevos en el nido de otra que fueron concebidos por otro macho en su totalidad. Este proceso se conoce como cuasi-parasitismo e induce costos de acondicionamiento físico tanto en el macho como en la hembra del nido parasitado que no pueden estar seguros de la paternidad o la maternidad. Este es un problema para los comedores de abejas de frente blanca (Merops bullockoides), donde se ha encontrado a través del análisis de polimorfismos enzimáticos que aproximadamente el 9-12% de los descendientes no están relacionados con uno de los padres o ninguno.
La estrategia reproductiva del parasitismo no es solo un problema intraespecífico, ya que las madres parasitarias usarán los nidos de una a 240 especies hospedadoras diferentes. Los costos de acondicionamiento físico que estas interacciones imponen a los padres anfitriones para desplazar el tiempo, el esfuerzo y los recursos a los descendientes que no son los suyos propios, y se cree que reducen el éxito reproductivo de los anfitriones hasta en un 50%. Pero el tiempo perdido no es el mayor costo para algunas especies hospedadoras. Los anfitriones que crían a los cucos Cuculus y Chrysococcyx pierden a toda su descendencia cuando los cucos los matan con anzuelos mandibulares. Mientras que otras especies no matan directamente a los jóvenes anfitriones, a menudo los matan indirectamente a través de la competencia por alimentos que conducen a una posible inanición. [44] ¿Por qué entonces las especies hospedadoras toleran la descendencia parásita? Varias hipótesis han sido probadas para responder a esta pregunta. Una teoría conocida como la hipótesis del cuasi-parasitismo sugería que las hembras parásitas intercambiaban copulaciones extra-par con los machos huéspedes para acceder a poner sus huevos en el nido. Esta teoría fue denunciada por las huellas del ADN y reveló que muchas crías fueron engendradas solo por la pareja de la madre parasitaria y no por la mujer huésped. Otra teoría fue que esta interacción cayó bajo la selección de los parientes, y que quizás las especies parásitas y los hospedadores estaban estrechamente relacionados y hubo un beneficio de la aptitud inclusiva para los hospedadores. Si bien esta teoría no se ha denunciado por completo, no explica completamente por qué persiste el parasitismo interespecífico.
La hipótesis más aceptada es que los anfitriones son engañados y no pueden diferenciar sus propios huevos o descendientes. El modelo del engaño explica una competencia coevolutiva entre los hospedadores y parásitos que ha llevado a nuevas adaptaciones en las estrategias de engaño y defensa del parasitismo por el hospedador. Los cucos parasitarios han desarrollado un sistema para el parasitismo potencialmente exitoso al poner rápidamente un pequeño huevo mimético durante el período de puesta de los huéspedes. Algunas madres parásitas van tan lejos como para expulsar los huevos de los hospedadores antes de poner sus propios huevos en el nido, lo que se ha sugerido que hacen para aumentar la eficiencia de la incubación y la crianza de sus huevos, al tiempo que les proporciona comida en el proceso. Se ha demostrado que el parasitismo de la cría es una competencia coevolutiva entre huéspedes y parásitos, con nuevas adaptaciones de reconocimiento de huevos seleccionadas para los anfitriones y nuevas estrategias de engaño en parásitos para explotar a los huéspedes.